# Villa Rustica (Mehring)

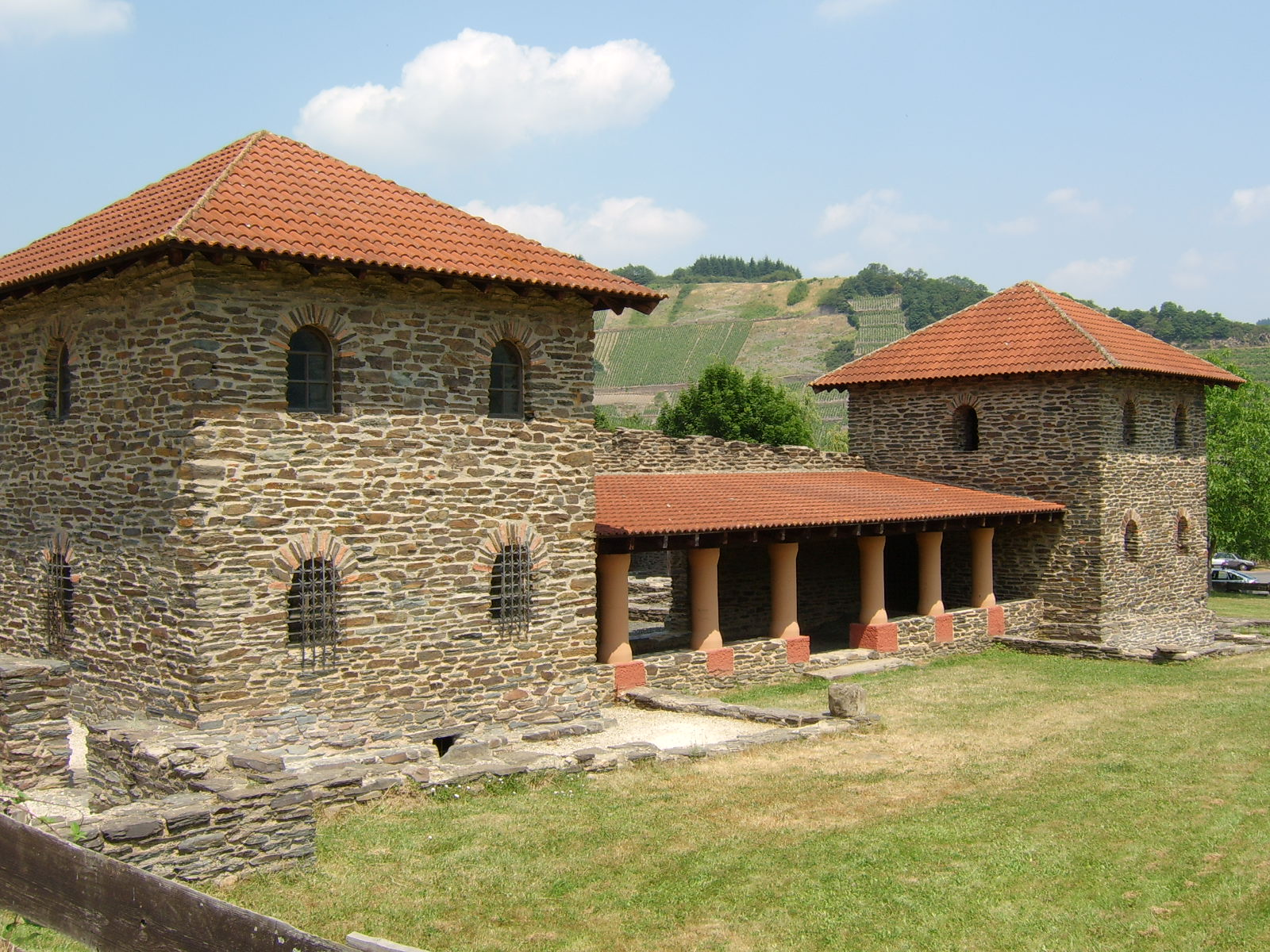
Blick auf die Villa Rustica in Mehring

Die Villa Rustica in Mehring ist ein römischer Gutshof (Villa Rustica) in Mehring an der Römischen Weinstraße, im Westen von Rheinland-Pfalz.

## Anlage
Das in der ersten Hälfte des 2. Jahrhunderts n. Chr. errichtete Gebäude (28 mal 23 Meter) entsprach zunächst in seiner Grundform dem weit verbreiteten gallo-römischen Villentyp „Bollendorf“: eine Halle mit zwei Eckrisaliten und dazwischen liegender Säulenhalle (Portikus). Im Laufe des 3. und 4. Jahrhunderts n. Chr. erfuhr die Villa zahlreiche An- und Umbauten, so dass sie am Ende ihrer Bauzeit mit einer Grundfläche von 48 mal 29 Meter und 34 Räumen zu den größeren Herrenhäusern im gesamten Umland von Trier (Augusta Treverorum) gehörte.
Von der prächtigen Ausstattung der Räume zeugen heute noch Reste eines mehrfarbigen Fußbodenmosaiks und einer Wandverkleidung aus schwarzem Marmor. Dies und einzelne wertvolle Kleinfunde lassen auf die hohe soziale Stellung des Villenbesitzers schließen.
Die Fundstelle der Villa war schon im 19. Jahrhundert bekannt. Zwischen 1983 und 1987 wurde das Herrenhaus freigelegt, konserviert und teilweise rekonstruiert. Zu sehen sind heute die Hauptfront mit den Eckrisaliten und dem Portikus, ein beheizbarer Wohnraum mit Mosaik sowie Teile des Badetraktes.
Die römische Villa Rustica ist eingebunden in das virtuelle Römerstraßennetzwerk Straßen der Römer, das eine antike Kulturregion auf moderne Weise erschließt und rund 100 römische Sehenswürdigkeiten erlebbar macht.

## Denkmalschutz
Das Bodendenkmal „Villa Rustica in Mehring“ ist geschützt als eingetragenes Kulturdenkmal im Sinne des Denkmalschutz- und -pflegegesetzes (DSchG) des Landes Rheinland-Pfalz. Nachforschungen und gezieltes Sammeln von Funden sind genehmigungspflichtig, Zufallsfunde an die Denkmalbehörden zu melden.